# Paranthura involuta
Paranthura involuta là một loài chân đều trong họ Paranthuridae. Loài này được Whitelegge miêu tả khoa học năm 1901.